# Emma Nordlander
Emma Tina Rebecka Nordlander, född 1986 i Gnosjö församling, är en svensk författare. 
Hon debuterade med romanen Kattbarnen på Norstedts förlag 2013. I oktober 2022 publicerades spänningsromanen Bränn marken på samma förlag. 
Våren 2014 mottog hon ett ettårigt arbetsstipendium från Sveriges Författarfond på 50 000 kronor. och 
i maj 2023 Göteborgs stads arbetsstipendium för författare på 50 000 kronor.